# Александър Бръзицов
Александър Христов Бръзицов е български композитор на поп и джаз музика.

## Биография
Роден е в София на 6 март 1943 година във виден български род от Дойран, Южна Македония. Син е на Христо Бръзицов и внук на Димитър Бръзицов. Майка му, Катя Спиридонова, е една от големите български оперни певици и една от примите на националната опера. На петгодишна възраст започва да учи пиано. На 15 години Бръзицов е приет в оркестъра към Софийския университет „Св. Климент Охридски“ с ръководител Димитър Ганев, а през 1961 година е избран за ръководител на оркестъра. След това сформира собствен оркестър – квартет, в който свири в бирхалето на хотел „Рила“, смятано тогава за неофициалния джаз клуб на София.
Интересите му винаги са били свързани със симфонична, оперна и джаз музика, въпреки че завършва Художествената академия със специалност приложна графика. После започва да учи като частен ученик при Емил Георгиев. Началото на творческата му дейност е през 1963 година, когато заедно с Кирил Цибулка подготвя музиката на филма „Човекът в сянка“ по сценарий на Павел Вежинов и режисьор Яким Якимов. Постепенно се утвърждава като автор на филмова музика. Един от най-големите му филмови хитове е песента „Сбогом, любов“ от едноименния филм в изпълнение на Йорданка Христова. Следват безброй негови авторски композиции за над 100 анимационни, игрални и телевизионни филма.
От 1972 година Александър Бръзицов започва да пише инструментални пиеси и поп песни. Работил е с почти всички поп изпълнители и групи, сред които Лили Иванова, Маргарита Хранова, Йорданка Христова, Катя Филипова, Орлин Горанов, Нели Рангелова, Камелия Тодорова, Васил Петров и други. Първата му песен е „Бяла радост“, изпълнена от Маргарита Хранова. Написал е над 150 песни и оркестрови пиеси, музика към театрални постановки. Той е един от водещите аранжори в българската забавна музика през 1970-те и 80-те години на XX век, написал е повече от 400 аранжимента. Печели редица награди в България и в чужбина, сред които втора награда на фестивала „Златният Орфей“ за песента „Есенни плажове“ (1976) в изпълнение на Йорданка Христова, втора награда на фестивала „Златният Орфей“ за песента „Не оставай сам“ (1986) в изпълнение на група „Домино“, първа награда за песента „Студентски романс“ в изпълнение на Боян Иванов на Младежкия конкурс за забавна песен (1977), втора награда за песента „Докога“ в изпълнение на Нели Рангелова на фестивала в Сопот, Полша (1984) и „Сребърна лира“ за същата песен в Братислава (1983). Печели наградата за най-добър аранжимент на полска песен за песента на Чиеслав Ниемен „Едно сърце“ от фестивала в Сопот, Полша (1977). Носител е на три втори награди от фестивала за забавна песен „Бургас, морето и неговите трудови хора“ (1978, 1979, 1980). Песента „По никое време“ в изпълнение на Ивелина Балчева печели Голямата награда на фестивала „Златният Орфей“ през 1995 г. В началото на 90-те години на 20 в. композиторът създава операта „Кукленика“ по сюжет на Ханс Кристиан Андерсен и стихове на Атила Береш, която е поставена в театъра на НАТФИЗ „Кръстьо Сарафов“ от режисьора Здравко Митов.
От 1991 година Бръзицов е музикален ръководител на Ансамбъла на Строителни войски. От 19 февруари до 16 май 2001 година е временно изпълняващ длъжността генерален директор на Българското национално радио. От 17 май 2001 година е аранжор на Биг бенда на БНР.
Има издадени две грамофонни плочи „Избрани песни“ (1983 г., 1988 г.), диск „Прошепнати мечти. Златните хитове на Ал. Бръзицов“, „Рива Саунд“) и др.
Умира на 29 март 2016 година в София.

## Памет
На Александър Бръзицов е наречена улица в квартал „Кръстова вада“ в София (Карта).

## Награди и отличия
- 1976 – Първа награда на Младежкия конкурс за забавна песен за песента „Студентски романс“ в изпълнение на Боян Иванов
- 1976 – Награда на фестивала в Сопот (Полша) за най-добър аранжимент на полската песен „Едно сърце“ на Чеслав Ниемен
- 1982 – „Братиславска лира“ (сребърна) за песента „Докога“ в изпълнение на Нели Рангелова
- 1986 – Първа награда на конкурса „Бургас, морето и неговите трудови хора“
- 1995 – Голямата награда на фестивала „Златният Орфей+“ за песента „По никое време“ в изпълнение на Ивелина Балчева

## Дискография
| Година | Албум                                                      | Вид | Издател    | Каталожен номер |
| ------ | ---------------------------------------------------------- | --- | ---------- | --------------- |
| 1983   | „Александър Бръзицов. Избрани песни“                       | LP  | Балкантон  | ВТА 11206       |
| 1988   | „Александър Бръзицов. Избрани песни 2“                     | LP  | Балкантон  | ВТА 12277       |
| 1998   | „Прошепнати мечти. Златните хитове на Александър Бръзицов“ | CD  | Riva Sound | RSCD 3045       |

## Филмография
- Удавникът (1991)
- Бина (1990)
- Арис (тв, 1983)
- Варницата (тв, 1983)
- Булевард (1979)
- Кръвта остава (1979)
- Много мили хора (тв, 1979)
- Сбогом любов (3-сер. тв, 1974)

## Родословие
|                                |                                |                                |                                |                                   |                                |  |  |                                |                                |                                |                                |                                |                                |  |  |  |  |  |  |  |  |  |  |  |  |
| Христо Бръзицов                | Христо Бръзицов                | Христо Бръзицов                | Христо Бръзицов                | Христо Бръзицов                   | Христо Бръзицов                |  |  | Анастасия Бръзицова            | Анастасия Бръзицова            | Анастасия Бръзицова            | Анастасия Бръзицова            | Анастасия Бръзицова            | Анастасия Бръзицова            |  |  |  |  |  |  |  |  |  |  |  |  |
| Христо Бръзицов                | Христо Бръзицов                | Христо Бръзицов                | Христо Бръзицов                | Христо Бръзицов                   | Христо Бръзицов                |  |  | Анастасия Бръзицова            | Анастасия Бръзицова            | Анастасия Бръзицова            | Анастасия Бръзицова            | Анастасия Бръзицова            | Анастасия Бръзицова            |  |  |  |  |  |  |  |  |  |  |  |  |
|                                |                                |                                |                                |                                   |                                |  |  |                                |                                |                                |                                |                                |                                |  |  |  |  |  |  |  |  |  |  |  |  |
|                                |                                |                                |                                |                                   |                                |  |  |                                |                                |                                |                                |                                |                                |  |  |  |  |  |  |  |  |  |  |  |  |
| Никола Бръзицов (1873 – ?)     | Никола Бръзицов (1873 – ?)     | Никола Бръзицов (1873 – ?)     | Никола Бръзицов (1873 – ?)     | Никола Бръзицов (1873 – ?)        | Никола Бръзицов (1873 – ?)     |  |  | Димитър Бръзицов (1859 – 1931) | Димитър Бръзицов (1859 – 1931) | Димитър Бръзицов (1859 – 1931) | Димитър Бръзицов (1859 – 1931) | Димитър Бръзицов (1859 – 1931) | Димитър Бръзицов (1859 – 1931) |  |  |  |  |  |  |  |  |  |  |  |  |
| Никола Бръзицов (1873 – ?)     | Никола Бръзицов (1873 – ?)     | Никола Бръзицов (1873 – ?)     | Никола Бръзицов (1873 – ?)     | Никола Бръзицов (1873 – ?)        | Никола Бръзицов (1873 – ?)     |  |  | Димитър Бръзицов (1859 – 1931) | Димитър Бръзицов (1859 – 1931) | Димитър Бръзицов (1859 – 1931) | Димитър Бръзицов (1859 – 1931) | Димитър Бръзицов (1859 – 1931) | Димитър Бръзицов (1859 – 1931) |  |  |  |  |  |  |  |  |  |  |  |  |
| Катя Спиридонова (1902 – 1993) | Катя Спиридонова (1902 – 1993) | Катя Спиридонова (1902 – 1993) | Катя Спиридонова (1902 – 1993) | Катя Спиридонова (1902 – 1993)    | Катя Спиридонова (1902 – 1993) |  |  | Христо Бръзицов (1901 – 1980)  | Христо Бръзицов (1901 – 1980)  | Христо Бръзицов (1901 – 1980)  | Христо Бръзицов (1901 – 1980)  | Христо Бръзицов (1901 – 1980)  | Христо Бръзицов (1901 – 1980)  |  |  |  |  |  |  |  |  |  |  |  |  |
| Катя Спиридонова (1902 – 1993) | Катя Спиридонова (1902 – 1993) | Катя Спиридонова (1902 – 1993) | Катя Спиридонова (1902 – 1993) | Катя Спиридонова (1902 – 1993)    | Катя Спиридонова (1902 – 1993) |  |  | Христо Бръзицов (1901 – 1980)  | Христо Бръзицов (1901 – 1980)  | Христо Бръзицов (1901 – 1980)  | Христо Бръзицов (1901 – 1980)  | Христо Бръзицов (1901 – 1980)  | Христо Бръзицов (1901 – 1980)  |  |  |  |  |  |  |  |  |  |  |  |  |
|                                |                                |                                |                                |                                   |                                |  |  |                                |                                |                                |                                |                                |                                |  |  |  |  |  |  |  |  |  |  |  |  |
|                                |                                |                                |                                | Александър Бръзицов (1943 – 2016) |                                |  |  |                                |                                |                                |                                |                                |                                |  |  |  |  |  |  |  |  |  |  |  |  |
|                                |                                |                                |                                |                                   |                                |  |  |                                |                                |                                |                                |                                |                                |  |  |  |  |  |  |  |  |  |  |  |  |
|                                |                                |                                |                                | Марио Бръзицов                    |                                |  |  |                                |                                |                                |                                |                                |                                |  |  |  |  |  |  |  |  |  |  |  |  |